# Tipula pratorum
Tipula pratorum o beata és una espècie de dípter nematòcer de la família Tipulidae. Tipula pratorum és part del gènere Tipula i la família dels tipúlids grans. No hi ha cap subespècie a la llista del catàleg de vida.